# 罗尼·詹姆斯·迪欧
羅尼·詹姆斯·迪歐（英語：Dio (band)，1942年7月10日—2010年5月16日），是一位美國的搖滾／重金屬歌手、詞曲作家與音樂製作人。他率領、參與或成立過許多樂團，包括精靈、彩虹、黑色安息日、天堂與地獄以及他自己的樂團——迪歐。他因為普及了金屬手勢的重金属文化，以及他的中世紀題材歌詞而聞名。迪歐擁有強大靈活的音域，同時能演唱重金屬、硬式摇滚和較輕的民謠。深紫／彩虹吉他手瑞奇·布萊克摩爾表示迪歐的歌聲「令他的背脊不寒而慄」。